# Galles Racing
Galles Racing var ett amerikanskt racingteam som deltog i Champ Car och IndyCar med stora framgångar.

## Historia
Rick Galles grundade sitt stall år 1980. När Al Unser Jr. kom till stallet inför säsongen 1983 började resultaten komma. Unser blev värvad av Shierson Racing, där han körde i tre år, medan Galles föraruppställning leddes av australiern Geoff Brabham, som inte vann något race för teamet, men gjorde flera stabila säsonger. Inför säsongen 1988 återkom Unser till teamet, och året därpå kom även Bobby Rahal till teamet, efter att man gått samman med Kraco Racing. Unser var nära att vinna Indianapolis 500 1989, men kolliderade med Emerson Fittipaldi med ett par varv kvar. Han vann sedan CART 1990. Rahal nådde även han toppresultat för teamet, men lämnade efter att ha blivit tvåa i mästerskapet 1991, för att starta sitt eget team. Unser vann sedan Indy 500 1992, men nådde inte samma resultat i mästerskapet som Penske och Newman/Haasbilarna under 1993 och lämnade för Penske inför 1994, vilket markerade slutet på Galles storhetstid.
Stallet lämnade CART för Indy Racing League 1996. Stallet hade bland annat Kenny Bräck och Unser som förare, men resultaten blev inte samma som i CART under glansdagarna. Dessutom hade stallet ekonomiska problem, och även om man kom tillbaka efter att ha missat 1998 års säsong, var stallets tid ute efter 2001.